# Día Nacional del Candombe
El Día Nacional del Candombe, la Cultura Afrouruguaya y la Equidad Racial se celebra en Uruguay cada 3 de diciembre, a partir de 2006. La fecha recuerda el 3 de diciembre de 1978 cuando, de manera espontánea, los tambores de candombe en llamada sonaron por última vez en el célebre Conventillo Mediomundo en Montevideo, condenado a la demolición por la dictadura cívico-militar que gobernaba el país. 
Según dice la exposición de la Ley 18059 que instituyó esta celebración, «lo sucedido aquel día fue un acto espontáneo con mucho de homenaje de despedida a una de las cunas inspiradoras del candombe, de compromiso con su legado, y también con mucho de rechazo y resistencia a una arbitrariedad cargada del racismo de quienes sostenían que los negros y sus tambores empobrecían la ciudad, y no podían vivir en el centro de Montevideo perjudicando su particular atractivo turístico e inmobiliario». Contó con el decisivo respaldo del legislador afrouruguayo Edgardo Ortuño.